# Peter Kolder
Peter Kolder (1976) is een Nederlandse schaatstrainer en -coach van het KNSB Talent Team Noord en is bondscoach junioren van Nederland. Eerder was Kolder als schaatscoach actief bij TalentNED, Team Corendon, Team Liga en bondscoach van de junioren en neo-senioren in China.

## Biografie
Kolder werkte tot seizoen 2008–2009 voor het Opleidingsteam Langebaan en was in de periode 2002–2006 al eerder verantwoordelijk voor Jong Oranje. Toen werden onder meer Sven Kramer en Ireen Wüst wereldkampioen bij de junioren.
Tot seizoen 2010–2011 was Kolder teruggekeerd naar Jong Oranje totdat Kolder besloot met pupil Floor van den Brandt naar Team Liga te gaan, alwaar hij naar één seizoen weer weg ging om aan de slag te gaan bij het nieuwe team van Renate Groenewold: Team Op=Op Voordeelshop (dat sinds 2012 Team Corendon heet). Nadat Corendon ophield met de sponsoring, kon Kolder bij de Chinese schaatsbond aan de slag. Hij moet de schaatsers klaarstomen voor de Olympische Winterspelen van 2022 die in Peking plaatsvinden waarbij hij zijn eigen staf mag samenstellen; een of twee assistent-coaches, een krachttrainer en twee fysiotherapeuten. De thuisbasis wordt Changchun waar Kolder ook coaches zal opleiden en van allerlei provincieploegen één equipe mag vormen. Na twee jaar werd Kolder met zijn staf ontslagen. Hierna ging hij voor korte tijd aan de slag bij Topsport Trainingsgroep van de KNSB en NOC*NSF waar hij zich ontfermde over de langebaanschaatsers na het verdwijnen van commerciële teams. Seizoen 2018/2019 was Kolder coach van TalentNED, waarna hij daarna hoofdcoach werd bij het KNSB Talent Team Noord. Dit combineert hij nu met bondscoach junioren.

## Persoonlijk
Kolder heeft een gezin met drie kinderen.